# Tatiana Encarnación
Tatiana Encarnación Miranda (28 luglio 1985) è una pallavolista portoricana.
Gioca nel ruolo di schiacciatrice nelle Changas de Naranjito.

## Carriera
La carriera di Tatiana Encarnación inizia nelle categorie giovanili portoricane. Nel 2001 inizia la carriera professionistica con le Criollas de Caguas, con le quali si aggiudica due edizioni della Liga de Voleibol Superior Femenino. Nella stagione 2004-05 fa la sua prima esperienza all'estero, giocando in Spagna col Club Voleibol Las Palmas. Grazie ai risultati col suo club nel 2002 viene convocata per la prima volta in nazionale disputando il campionato mondiale; nel 2006 vince la medaglia di bronzo ai XX Giochi centramericani e caraibici.
Dal 2007 al 2011, a parte una parentesi nella stagione 2008-09 all'estero col Club Voleibol JAV Olímpico in Spagna, gioca nelle Gigantes de Carolina, tuttavia senza ottenere enormi risultati. Con la nazionale nel 2009 vince la medaglia di bronzo alla Coppa panamericana e quella d'argento al campionato nordamericano; nel 2010 è finalista anche ai XXI Giochi centramericani e caraibici.
La stagione 2012 passa alle Lancheras de Cataño, con le quali si aggiudica per la quarta volta la LVSF e diventa la quarta giocatrice nella storia del campionato a superare la quota dei 2.000 punti in attacco. Dopo aver saltato il campionato 2014 per maternità, torna in campo con le Lancheras de Cataño nel campionato seguente.
Nella stagione 2016 viene ceduta alle Changas de Naranjito.

## Palmarès

### Club
- Campionato portoricano: 3

2001, 2002, 2012

### Nazionale (competizioni minori)
- Giochi centramericani e caraibici 2006
- Coppa panamericana 2009
- Giochi centramericani e caraibici 2010

### Premi individuali
- 2016 - Liga de Voleibol Superior Femenino: MVP dello All-Star Game